# Henriette Confurius
 (novembre 2014).
Si vous disposez d'ouvrages ou d'articles de référence ou si vous connaissez des sites web de qualité traitant du thème abordé ici, merci de compléter l'article en donnant les références utiles à sa vérifiabilité et en les liant à la section « Notes et références ».
Henriette Confurius (née le 5 février 1991 à Berlin, Allemagne) est une actrice allemande.

## Carrière
Confurius a passé les neuf premières années de sa vie à la campagne. En 2001, à l'âge de dix ans, elle fait ses débuts dans un téléfilm comique : Die Meute der Erben (« La Meute d'héritiers »). Elle y jouait Caro, dont la mère divorcée Ida a hérité d'un manoir décrépi. Depuis, elle a joué dans plusieurs longs métrages et productions télévisées. Elle acquiert une renommée internationale en 2009 grâce au rôle de Kayla dans Die Gräfin (« La Comtesse »).

## Filmographie
- 2001 : Frauen, die Prosecco trinken
- 2001 : Die Meute der Erben
- 2002 : Ballett ist ausgefallen (Kurzfilm)
- 2002 : Mein erstes Wunder
- 2003 : Nachmittag in Siedlisko (Kurzfilm)
- 2003 : Polizeiruf 110 : Verloren
- 2004 : Bella Block : Das Gegenteil von Liebe
- 2005 : Une équipe de choc : Lebende Ziele
- 2006 : Show Time (Kurzfilm)
- 2006 : Hilfe, meine Tochter heiratet
- 2007 : Der Novembermann
- 2007 : Tatort : Strahlende Zukunft
- 2007 : Notruf Hafenkante : Der verlorene Sohn
- 2007 : In aller Freundschaft : Wiedererweckte Gefühle
- 2008 : Das Geheimnis im Wald
- 2009 : Die Wölfe : Nichts kann uns trennen
- 2009 : La Comtesse
- 2009 : Ellas Geheimnis
- 2009 : Jenseits der Mauer
- 2010 : Inspektor Barbarotti – Mensch ohne Hund
- 2010 : Eichmanns Ende – Liebe, Verrat, Tod
- 2010 : Küstenwache – Claras Traum
- 2010 : Familie Fröhlich – Schlimmer geht immer
- 2011 : Der ganz große Traum
- 2011 : Liebe am Fjord – Das Meer der Frauen
- 2011 : Tatort : Herrenabend
- 2011 : Ameisen gehen andere Wege
- 2012 : SOKO Wismar : Kammerflimmern
- 2012 : Die Bergretter : Sicht gleich Null
- 2012 : Countdown – Die Jagd beginnt : Romeo und Julia
- 2012 : Sechs auf einen Streich : Allerleirauh
- 2013 : Die Holzbaronin
- 2013 : Tatort : Kalter Engel
- 2014 : Ein blinder Held – Die Liebe des Otto Weidt
- 2014 : Les Sœurs bien-aimées (Die geliebten Schwestern) : Charlotte von Lengefeld
- 2014 : Letzte Spur Berlin : Heimweg
- 2014 : Die Fremde und das Dorf
- 2021 : Tribes of Europa
- 2022 : La Forêt Silencieuse : Anja Grimm mis en scène par Saralisa Volm